# جيرهارد هاين
جيرهارد هاين (بالألمانية: Gerhard Hein)‏ هو جندي ألماني، ولد في 9 يوليو 1916 في Paniówki ‏ في بولندا، وتوفي في 6 يونيو 2008 في Harrislee ‏ في ألمانيا.